# Инфернальный словарь
Инфернальный словарь (фр. Dictionnaire Infernal) — демонологическая работа Коллена де Планси, вышедшая в свет впервые в Париже в 1818 году. Впоследствии была неоднократно переиздана, претерпевая порой существенные редакционные изменения. В 1863 году вышло 6-е издание, дополненое иллюстрациями Луи Бретона.
Статьи словаря, написанного в значительной степени со светских позиций (хотя после обращения Планси в 1830 к католицизму соответствующие изменения затронули и словарь), описывали различных демонов средневековой христианской мифологии, а также различные вопросы оккультизма, гаданий и суеверий. Одним из источников при создании словаря была «Иерархия демонов» Иоганна Вейера, хотя многие описанные вещи основывались в той или иной степени на народных суевериях или вовсе были придуманы для словаря. В статьях о демонах были даны подробные описания их внешнего вида, характерных черт, сфер деятельности и магических сил; кроме того, статьи сопровождались чёрно-белыми гравюрами, не в последнюю очередь благодаря которым словарь и обрёл большую популярность в XIX веке.

## Примеры словарных иллюстраций Луи Бретона

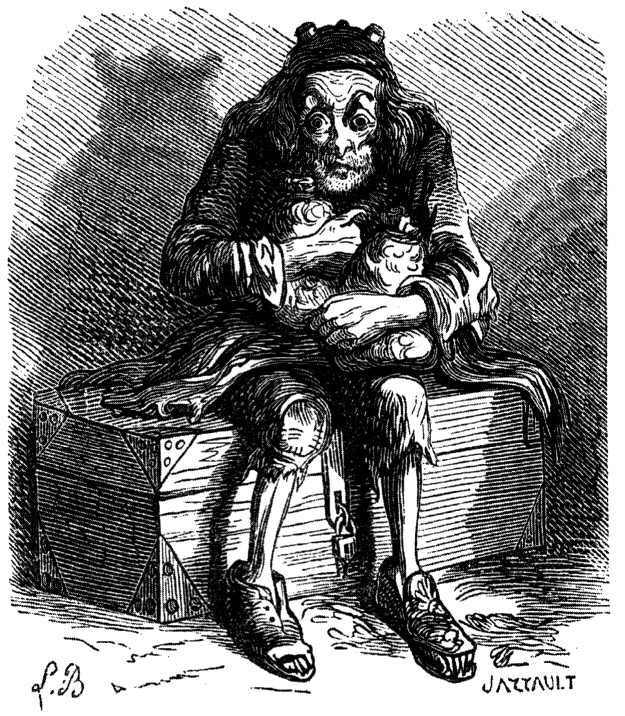
Мамона
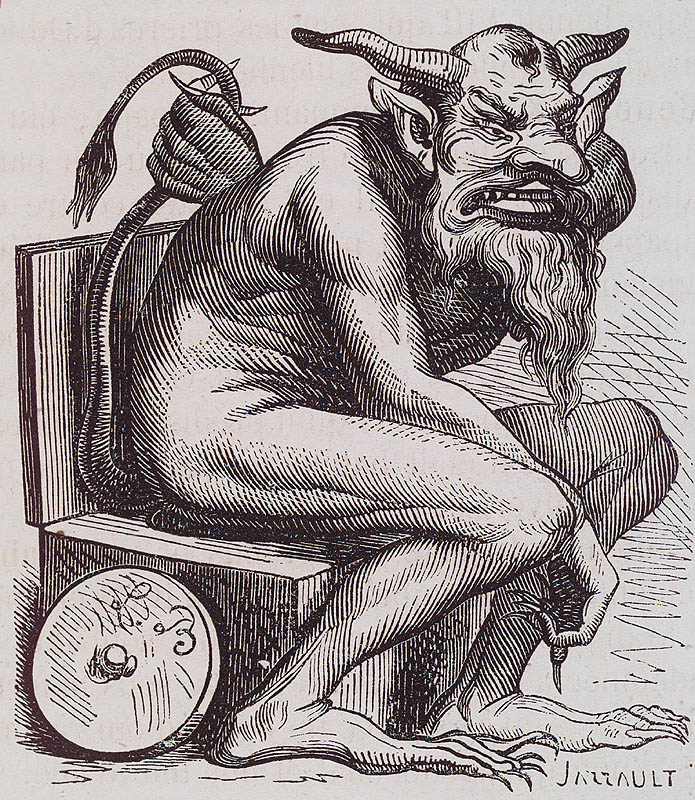
Бельфегор
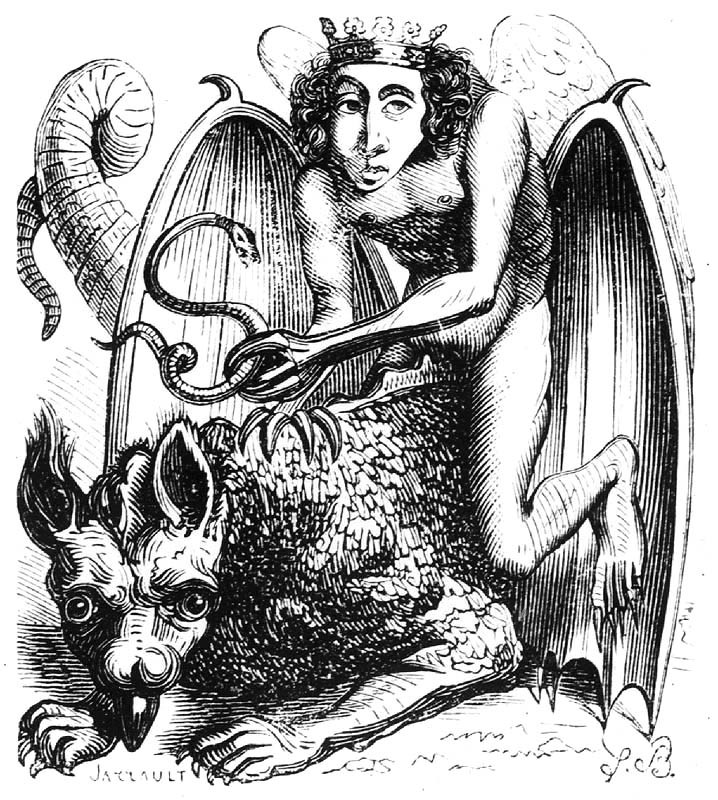
Астарот
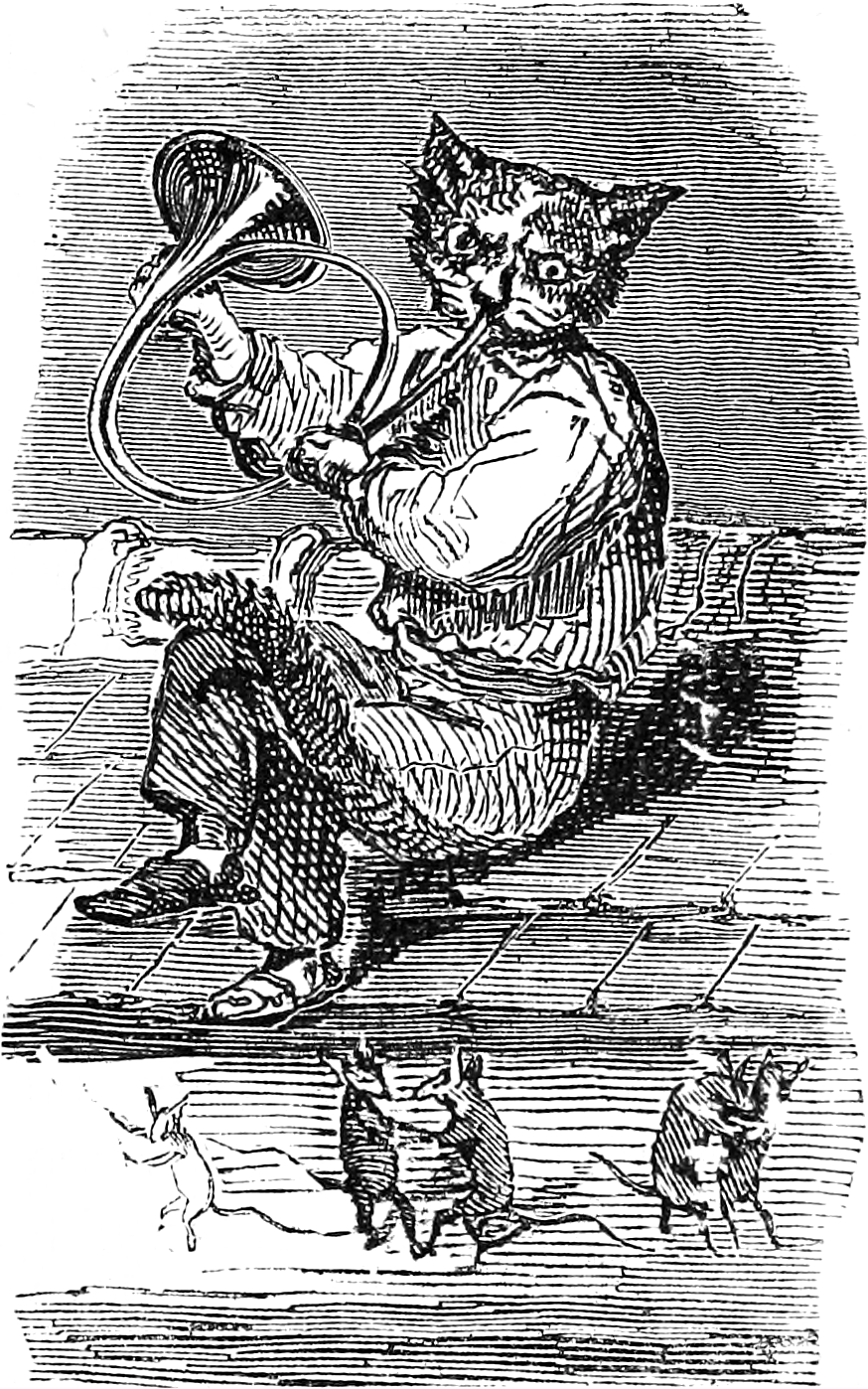
Белет
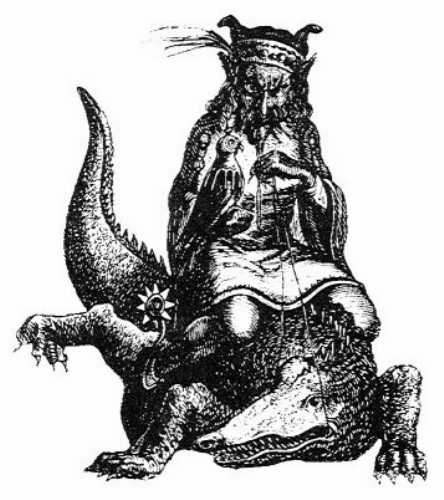
Агарес
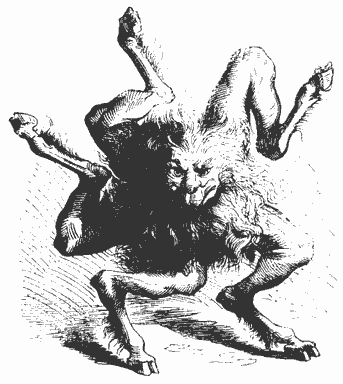
Буер
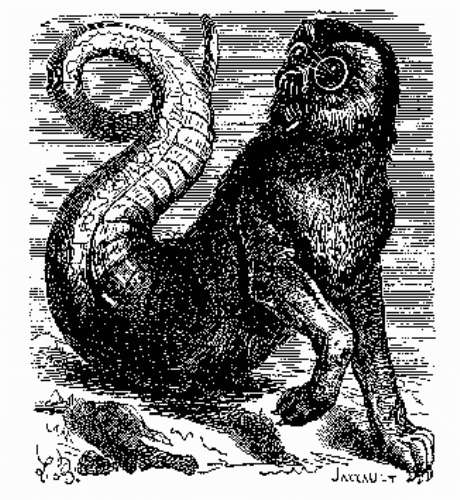
Аамон
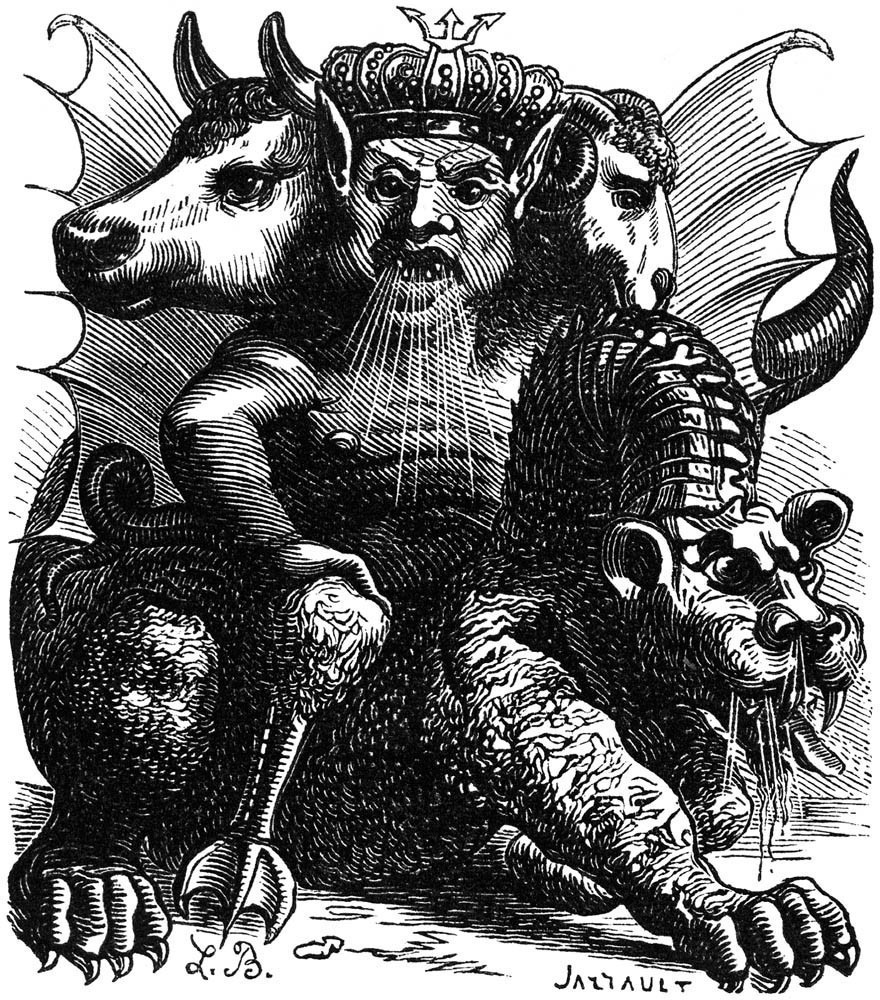
Асмодей
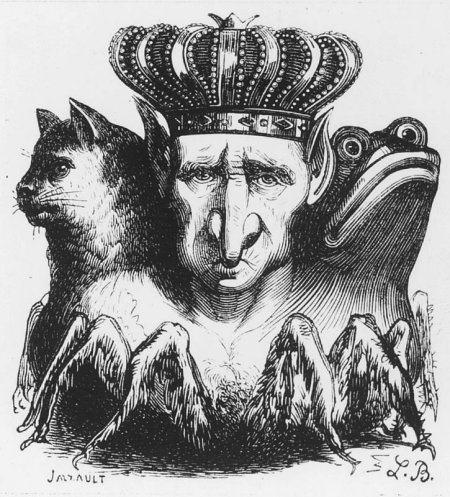
Баал
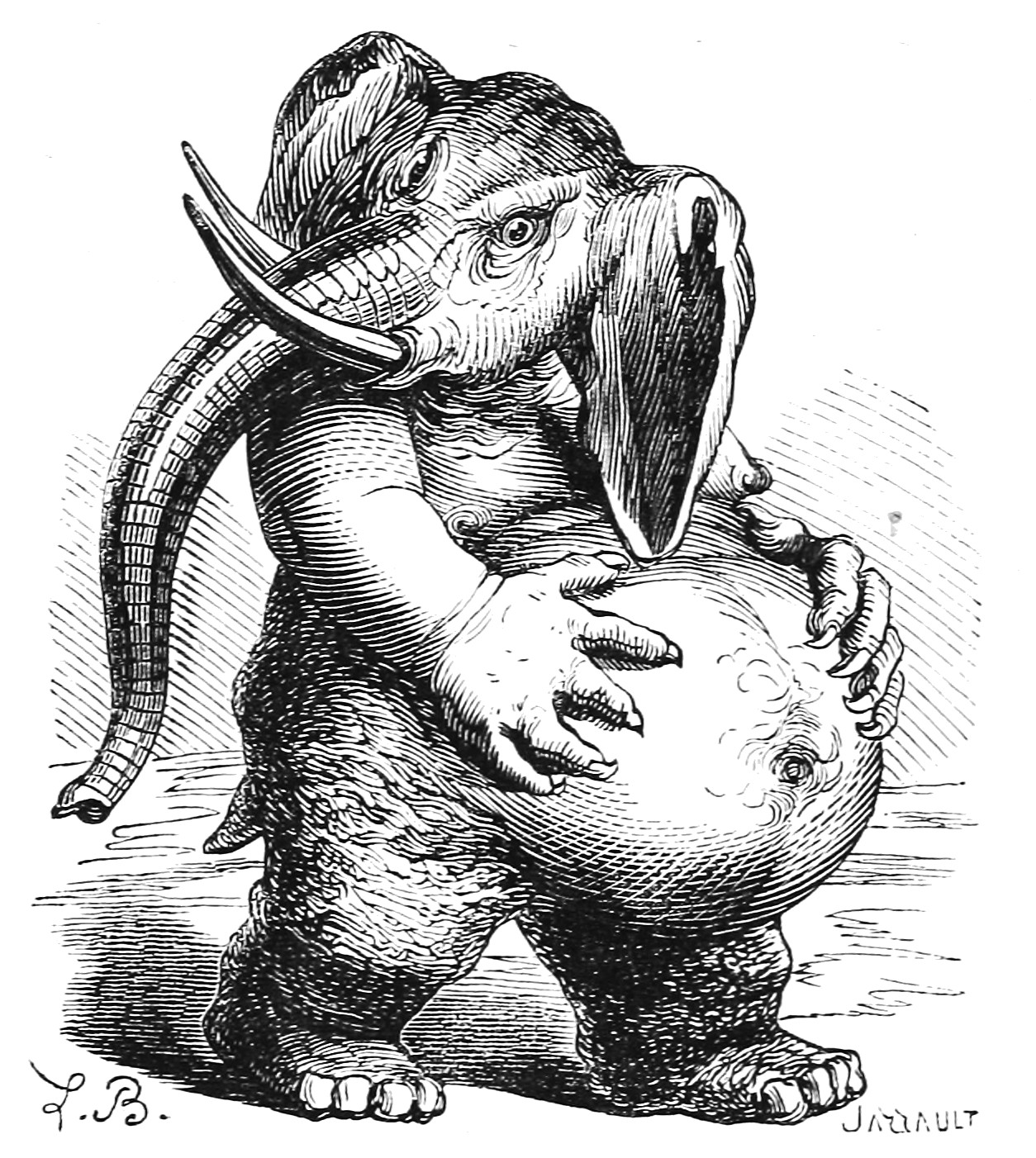
Бегемот
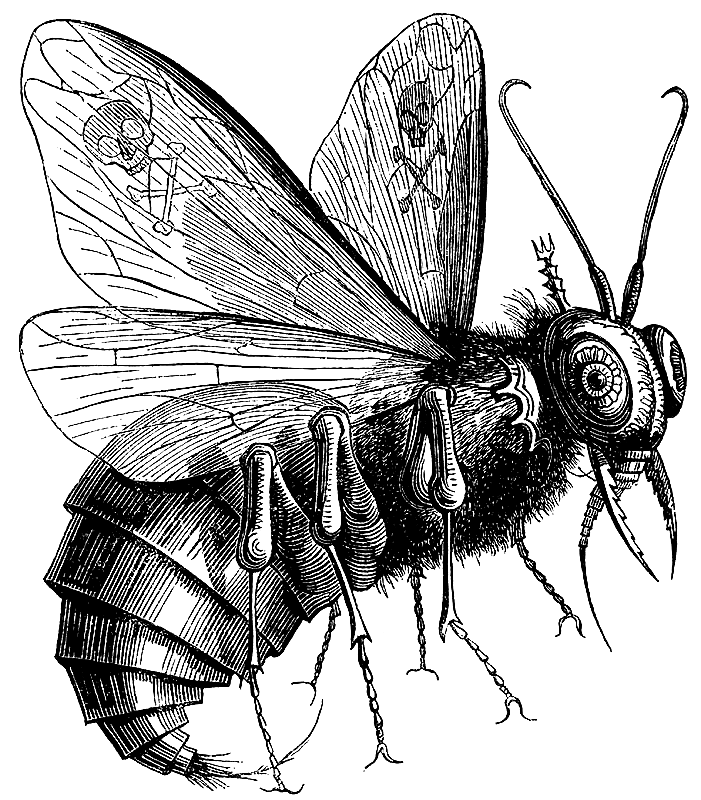
Вельзевул
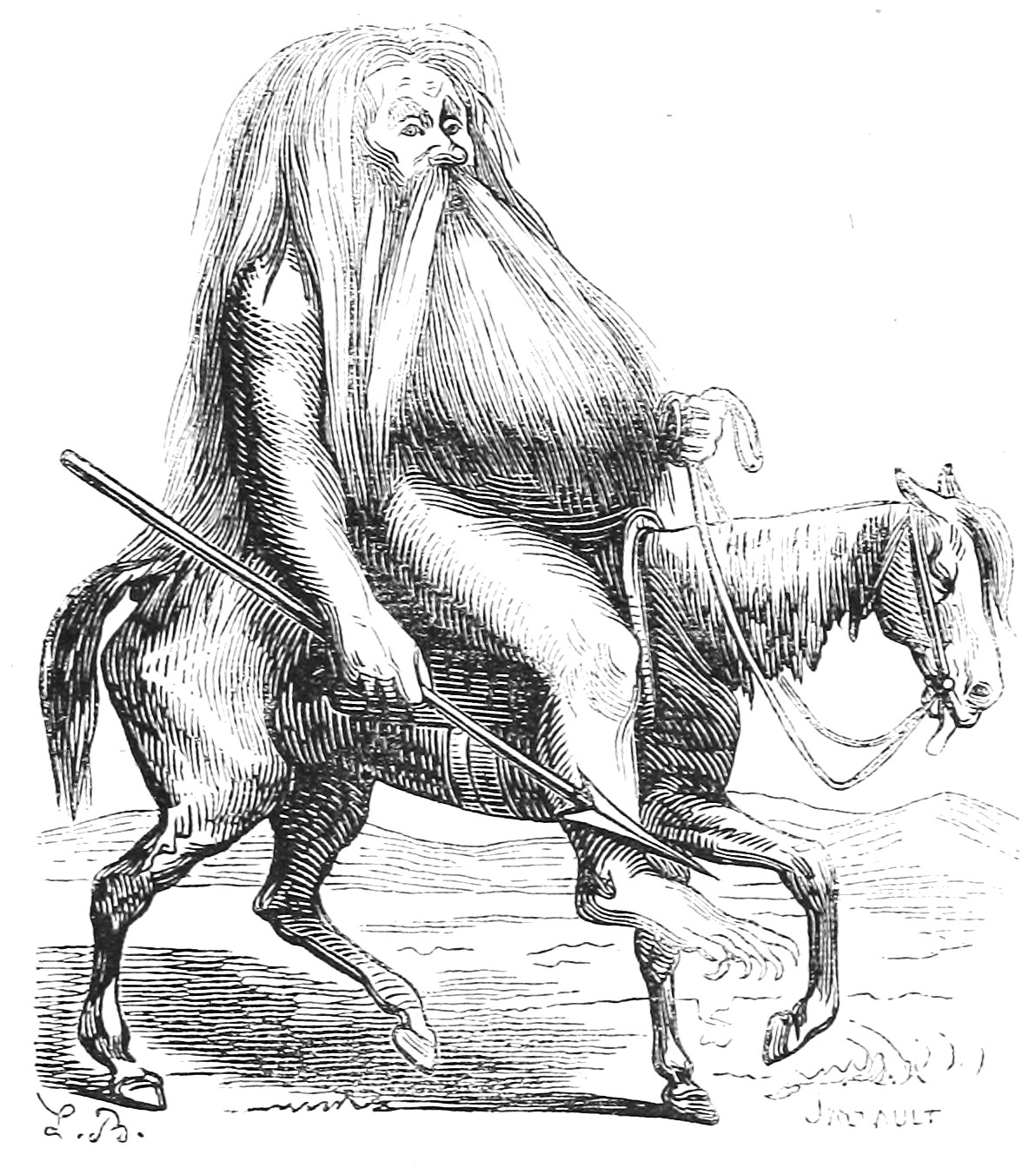
Форкас